# Вашингтон (Северная Каролина)
Вашингтон (англ. Washington) — город в Северной Каролине, административный центр округа Бофорт, расположен в 20 милях от Гринвилла. В 2006 году в городе проживало 10 060 человек. Город стоит на реке Тар, где она переходит в приливную реку Памлико. Граница между реками проходит по городскому мосту автодороги № 17. 
Город был основан в 1776 году и стал первым городом, названным в честь первого президента США Джорджа Вашингтона.